# Anthene pitmani
Anthene pitmani är en fjärilsart som beskrevs av Henry Stempffer 1936. Anthene pitmani ingår i släktet Anthene och familjen juvelvingar. IUCN kategoriserar arten globalt som livskraftig. Inga underarter finns listade i Catalogue of Life.